# Пирсков (комуна)
Пирсков (рум. Pârscov) — комуна у повіті Бузеу в Румунії. До складу комуни входять такі села (дані про населення за 2002 рік):
- Беділа (826 осіб)
- Валя-Пуркарулуй (11 осіб)
- Куркенешть (172 особи)
- Лунка-Фрумоасе (913 осіб)
- Олешешть (37 осіб)
- Пиржолешть (32 особи)
- Пирсков (3218 осіб) — адміністративний центр комуни
- Робешть (511 осіб)
- Рунку (173 особи)
- Тирков (18 осіб)
- Точилень (116 осіб)
- Трестієнь (41 особа)

Комуна розташована на відстані 101 км на північ від Бухареста, 26 км на північний захід від Бузеу, 116 км на захід від Галаца, 83 км на південний схід від Брашова.

## Населення
За даними перепису населення 2002 року у комуні проживали 6068 осіб.
Національний склад населення комуни:
| Національність | Кількість осіб | Відсоток |
| -------------- | -------------- | -------- |
| румуни         | 5960           | 98,2%    |
| цигани         | 103            | 1,7%     |
| китайці        | 2              | < 0,1%   |
| угорці         | 1              | < 0,1%   |
| німці          | 1              | < 0,1%   |
| турки          | 1              | < 0,1%   |

Рідною мовою назвали:
| Мова      | Кількість осіб | Відсоток |
| --------- | -------------- | -------- |
| румунська | 5978           | 98,5%    |
| циганська | 87             | 1,4%     |
| китайська | 2              | < 0,1%   |
| турецька  | 1              | < 0,1%   |

Склад населення комуни за віросповіданням:
| Релігія       | Кількість осіб | Відсоток |
| ------------- | -------------- | -------- |
| православні   | 6027           | 99,3%    |
| адвентисти    | 34             | 0,6%     |
| п'ятдесятники | 2              | < 0,1%   |
| бретрени      | 2              | < 0,1%   |
| мусульмани    | 1              | < 0,1%   |